# Edhilt Rochell
Edhilt Miama Rochell (* 14. Juli 1925 in Berlin; † 28. März 2019 ebenda) war eine deutsche Schauspielerin bei Bühne und Film.

## Leben und Wirken
Die Tochter des Werbearchitekten Paul Rochell und seiner Frau Edith, geb. Schulze, besuchte nach dem Abschluss der Realschule inmitten des Zweiten Weltkriegs die Modeschule der Stadt Berlin und durchlief eine Lehre zur Modegestalterin. Zudem besuchte sie in der Spätphase des Kriegs die UFA-Filmakademie, nahm Schauspielunterricht bei Franz Weber und erhielt kurz vor Kriegsende (1944/45) erste Filmrollen angeboten.
Nach Kriegsende schloss sich Edhilt Rochell mehreren Berliner Spielstätten an (Berliner Ring-Theater, ORSON Gemeinschaft junger Schauspieler, Thalia-Theater, Genschow-Stobrawa-Theater, Komödie etc.), machte Synchronarbeit für die ostzonale DEFA und nahm mit Beginn der 1950er Jahre auch wieder ihre Tätigkeit beim (nunmehr bundesdeutschen) Film auf. Auf der Leinwand sah man sie in zumeist kleinen Rollen (z. B. als Mannequin in Unschuld in tausend Nöten, als Sekretärin in Viktor und Viktoria) in wenig ambitionierten Unterhaltungsgeschichten.
Die Schauspielerin war in erster Ehe mit dem fünf Jahre älteren Berufskollegen Heinz Lausch, den sie 1944 bei den Dreharbeiten zu Frühlingsmelodie kennengelernt hatte, verheiratet und hatte mit ihm eine Tochter.
Edhilt Rochell, zuletzt verehelichte Lombard, starb 2019 in Berlin.

## Filmografie
- 1945: Leb’ wohl, Christina
- 1945: Frühlingsmelodie
- 1951: Das Mädel aus der Konfektion
- 1951: Torreani
- 1951: Unschuld in tausend Nöten
- 1952: Der bunte Traum
- 1953: Damenwahl
- 1955: Ball im Savoy
- 1956: Die Rosel vom Schwarzwald
- 1957: Viktor und Viktoria
- 1957: Kalle wird Bürgermeister
- 1966: Förster Horn (Fernsehserie, Folge 11 Die Treibjagd)